# Raúl Mena
Raúl Mena Mateos (Madrid, Comunidad de Madrid, España, 9 de junio de 1982) es un exjugador de baloncesto español, que ocupaba la posición de base. Formado en las categorías inferiores del Real Madrid, equipo en el que debuta en Liga ACB la temporada 2001-2002, el resto de su carrera deportiva transcurriría en LEB hasta la fecha.

## Historial
- Cantera Colegio La Salle Águilas Madrid.
- Real Canoe NC. Categorías inferiores.
- Real Madrid. Categorías inferiores.
- 2000-2001 EBA. Real Madrid B.
- 2001-2002 ACB. Real Madrid
- 2002-2003 ACB. Real Madrid
- 2002-2003 ACB. Real Madrid. Cortado por Roberto Núñez.
- 2002-2003 LEB. Ulla Oil Rosalía. Entra por Joaquín Arcega.
- 2003-2004 LEB 2 CB Guadalajara
- 2004-2005 LEB 2 Club Baloncesto Alcudia
- 2005-2006 LEB   Club Baloncesto Alcudia
- 2006-2007 LEB UB La Palma
- 2007-2009 LEB CB Atapuerca
- 2009-2010 LEB UB La Palma
- 2010-2011 LEB CB Atapuerca
- 2011-2012 LEB Club Deportivo Maristas Palencia
- 2012-2013 LEB Club Ourense Baloncesto
- 2013-2014 LEB Plata Fundación Fuenlabrada
- 2013-2014 LEB Basket Navarra Club
- 2014-2015 Liga EBA CB Santa Cruz

## Internacionalidades y Palmarés
- Selección de España junior.
- 1999-00 Campeonato de España Junior. Real Madrid. Campeón.
- 2002 Eurobasket sub-20. Selección de España. Vilnius. Medalla de Plata.